# David Chabala
David Chabala   (Mufulira, 2 de febrer de 1960 - oceà Atlàntic, 27 d'abril de 1993) és un exfutbolista zambià de la dècada de 1980.
Fou internacional amb la selecció de futbol de Zàmbia.
Pel que fa a clubs, destacà a Mufulira Wanderers i Argentinos Juniors.
Va morir en l'accident aeri de la selecció de futbol de Zàmbia de 1993.